# Shi Haiying
Shi Haiying (16 aprile 1978) è una schermitrice cinese, vincitrice di una medaglia di bronzo ai campionati mondiali di scherma.